# ブライトン (コロラド州)
ブライトン（Brighton）は、アメリカ合衆国コロラド州の都市。アダムズ郡の郡庁所在地である。デンバーの北東40キロメートルに位置している。デンバー国際空港に近い。人口は4万0083人（2020年）。市域の一部はウェルド郡に入っている。

## 歴史
1881年、鉄道駅の開設に合わせて土地の分譲が行われた。名称は、測量技師の妻の故郷であるニューヨークブライトンビーチに由来している。駅ができたことで農作物の集積地となり、缶詰などの食品加工業が発達した。1887年に法人化し「ブライトン市」が誕生した。1904年、アダムズ郡の郡庁所在地となった。